# Sthenopis argenteomaculatus
Hépiale d'argent
Espèce
Synonymes
- Hepialus argenteomaculatus Harris, 1841
- Sthenopis argentata Packard, [1865]
- Cossus alni Kellicott, 1885
- Hepialus los Strecker, 1893
- Sthenopis perdita Dyar, 1893

L’Hépiale d'argent, Sthenopis argenteomaculatus, est une espèce nord-américaine de lépidoptères de la famille des Hepialidae.

## Description
L’imago de Sthenopis argenteomaculatus a une envergure de 65 à 100 mm. Ses ailes antérieures sont grises à bronze avec des bandes foncées irrégulières et une ou deux paires de taches argentées près de la base.

## Répartition
On trouve Sthenopis argenteomaculatus dans l'Est de l'Amérique du Nord.